# Lago Verde, Maranhão
Lago Verde este un oraș în unitatea federativă Maranhão (MA), Brazilia.